# Bunker da Batalha de Inglaterra
O Bunker da Batalha da Grã Bretanha é um complexo subterrâneo construído entre Fevereiro e Agosto de 1939, que serviu como centro de operações no RAF Uxbridge, usado pelo Grupo nº 11 durante a Segunda Guerra Mundial. As operações aéreas foram controladas ao longo da guerra mas com destaque na Batalha da Grã Bretanha e no Dia-D. Hoje ainda é gerido pela Força Aérea Real e o bunker serve como museu, sendo possível visita-lo.
Foi após a visita a este bunker que Winston Churchill proferiu uma das mais famosas frases da segunda grande guerra: "Never was so much owed by so many to so few." (Nunca tantos deveram tanto a tão poucos).